# Аборты в Ботсване
Аборт в Ботсване является законным только в том случае, если аборт спасёт жизнь женщины, если беременность серьёзно угрожает физическому или психическому здоровью женщины или если она является результатом изнасилования или инцеста. В Ботсване аборты, соответствующие этим требованиям, должны производиться в течение первых 16 недель беременности в государственной больнице и должны быть одобрены двумя врачами.

## Влияние ограничительных законов об абортах
Хотя женщины в Ботсване признаны обладателями одного из лучших возможностей доступа к абортам в странах Африки к югу от Сахары, из-за этих исключений многие женщины по-прежнему прибегают к небезопасным абортам и самопроизвольным абортам, что обычно приводит к материнской смертности. 

## Социокультурное влияние на аборты
В Ботсване многие семьи до сих пор следуют обычаю лоболо, когда мужчины платят семье женщины за то, чтобы взять её в жены. Это породило ожидание, что мужья платят за тела своих жён и владеют ими, включая их репродуктивные права. Несмотря на то, что такое мнение может привести к беременности в результате изнасилования, больницы и клиники вряд ли воспримут случаи изнасилования в браке как оправдание аборта, поскольку культурные нормы предполагают, что мужья имеют право на тела своих жён.